# Avenida Gran Bretaña
La Avenida Gran Bretaña es un eje vial del cerro Playa Ancha de la ciudad de Valparaíso, Chile. En ella se encuentran las facultades de Ciencias, Farmacia y la escuela de Cine de la Universidad de Valparaíso, el Regimiento Maipo, el Casino de Oficiales, imponentes Chalets del siglo XX y la sede de la Facultad de Ciencias Sociales de la Universidad de Playa Ancha.
En su trazado se encuentra la casona del alcalde porteño Luis Alberto González Canales, diseñada por el arquitecto Arturo Sthandier que destaca por su gran escalinata y sus dimensiones. Sigue su trayecto para encontrarse con la Plaza Waddington, que hace alusión a la familia propietaria de los terrenos de esta zona de Playa Ancha antes de que fueran loteados a fines del siglo XIX.
También se encuentra la casa perteneciente en su época al cónsul de Noruega, Einar Rosenqvist, y encargada al arquitecto Carlos Claussen, es una de las casas más bellas e impresionantes de esta avenida por sus dimensiones. Al frente de esta casa se encuentran unas casas señoriales de estilo neogotico, construidas por el arquitecto chileno Esteban Harrington por su fama y reputación alcanzada con el pasaje Harrington, proyectado él al poniente de estas. Este conjunto de casas, cuyo diseño es producto de una adaptación del estilo de arquitectura victoriana a la topografía de Valparaíso, fue construido inmediatamente después del gran terremoto que afectó a Valparaíso en el año 1906, por lo que se construyeron con madera haciéndolas más confiables ante inminentes movimientos telúricos.
Entre la Avenida Playa Ancha y calle Taqueadero, la avenida divide los cerros Playa Ancha y Artillería.
- Datos: Q5713690
- Multimedia: Avenida Gran Bretaña / Q5713690